# Ammoconia signata
Ammoconia signata là một loài bướm đêm trong họ Noctuidae.